# Mandeville-Paradox
Das Mandeville-Paradox ist nach dem englisch-niederländischen Sozialtheoretiker Bernard Mandeville (1670–1733) benannt. Mandeville zufolge kann tugendhaftes Verhalten von Individuen in Masse zu einem Niedergang ihres Gemeinwesens führen, während impulsgesteuertes, lasterhaftes und gegen die Werte der Gemeinschaft verstoßendes Verhalten dieser im Ganzen Vorteile bringen kann. Spruchhaft formulierte er dies bereits im Untertitel seines bekanntesten Werkes, The Fable of the Bees (die Bienenfabel),  „Private Vices, Publick Benefits“ (auf Deutsch: „Private Laster, öffentliche Vorteile“). 
In dem Werk The Fable of the Bees beschrieb er eine Utopie, in der sämtliche Menschen plötzlich ein starkes Maß an Selbstkontrolle, Rücksicht und Gemeinwohlorientierung entwickelten. Er zeigt, wie in der Folge das Wirtschafts- und Sozialsystem zusammenbrechen, so dass Armut, militärische Schwäche und ein Niedergang des Lebensstandards die Folge sind.
Der Philosoph und Ökonom Adam Smith lehnte in seiner Theorie der ethischen Gefühle Mandevilles Theorie ab, da sie nach seiner Meinung keinen Unterschied zwischen „eitlen“ und „ehrenvollen“ Handlungen macht.